# Gare de Lachaud-Curmilhac
La gare de Lachaud-Curmilhac est une gare ferroviaire française de la ligne de Saint-Georges-d'Aurac à Saint-Étienne-Châteaucreux, située au village de Curmilhac-Bas, sur le territoire de la commune de Vissac-Auteyrac, dans le département de la Haute-Loire en région Auvergne-Rhône-Alpes.
Elle est mise en service en 1874 par la Compagnie des chemins de fer de Paris à Lyon et à la Méditerranée (PLM). C'est un point d'arrêt sans personnel de la Société nationale des chemins de fer français (SNCF) desservi par les trains TER Auvergne-Rhône-Alpes.

## Situation ferroviaire
Établie à 898 mètres d'altitude, la gare de Lachaud-Curmilhac est située au point kilométrique (PK) 19,168 de la ligne de Saint-Georges-d'Aurac à Saint-Étienne-Châteaucreux, entre les gares ouvertes de Saint-Georges-d'Aurac et de Darsac. 

## Histoire
Le tronçon de Saint-Georges-d'Aurac au Puy-en-Velay de la ligne de ligne de Saint-Georges-d'Aurac à Saint-Étienne-Châteaucreux est ouvert à la circulation le 18 mai 1874, pour raccorder la ville du Puy à la ligne des Cévennes. La station de Lachaud, alors située sur le territoire de l'ancienne commune de Vissac, est mise en service à cette occasion.
Qualifiée de « gare importante », la station de Lachaud connait au début du XXe siècle une activité notable, notamment lors des marchés de la commune de Siaugues-Saint-Romain (aujourd'hui Siaugues-Sainte-Marie).
En 1949, la gare est rebaptisée Lachaud-Curmilhac, afin d'éviter certaines confusions, et ceci malgré l'opposition des habitants du hameau de Vissac, partisans de la dénomination non retenue de Gare de Vissac-Lachaud. Par la suite, le trafic sur la section connait un lent déclin : l'évitement est supprimé dans les années 1970, il n'y a plus de chef de gare et le bâtiment voyageurs est déclassé puis vendu à un particulier.
Au début des années 2010, le temps de parcours en train du Le Puy-en-Velay à Clermont-Ferrand (2 h 10) est nettement supérieur au temps de parcours en voiture (1 h 40), la ligne a fait l'objet de travaux destinés à assurer la pérennité de l'infrastructure, dans le cadre du Plan rail Auvergne. Le tunnel de Fix, située à faible distance de la halte, a été rénové. La fréquentation de la halte est de 10 à 17 personnes par jour. Devant la faible fréquentation de la ligne, une partie des dessertes Le Puy-en-Velay – Clermont-Ferrand est assurée par des autocars TER Auvergne Le Puy-en-Velay – Brioude (ou Saint-Georges-d'Aurac ou Langeac), avec correspondance par train TER ou Intercités (Le Cévenol) pour Clermont-Ferrand. Toutefois, ces autocars, au nombre de trois (vers Langeac) ou quatre (vers Le Puy) par jour en semaine, ne marquent pas d'arrêt en gare de Lachaud-Curmilhac, l'arrêt le plus proche étant celui de Fix-Saint-Geneys.
Au service d'été 2014, la halte est desservie par quatre trains par jour dans chaque sens en semaine. Le temps de parcours moyen en train direct est de 32 minutes pour Le Puy-en-Velay, de 38 minutes pour Brioude et de 1 h 37 pour Clermont-Ferrand.

## Service des voyageurs

### Accueil
Halte SNCF, c'est un point d'arrêt non géré (PANG) à entrée libre. Elle dispose d'une voie unique avec un quai et un abri.

### Dessertes
Lachaud-Curmilhac est desservie par des trains TER Auvergne-Rhône-Alpes qui effectuent des missions entre les gares de Clermont-Ferrand et du Puy-en-Velay (ligne 26).

### Intermodalité
Un parking pour les véhicules y est aménagé.

## Service fret
Il n'existe plus aucun service de fret sur le tronçon Saint-Georges-d'Aurac - Le Puy-en-Velay.